# Eriopyga scalaris
Eriopyga scalaris là một loài bướm đêm trong họ Noctuidae.